# Nachdruck

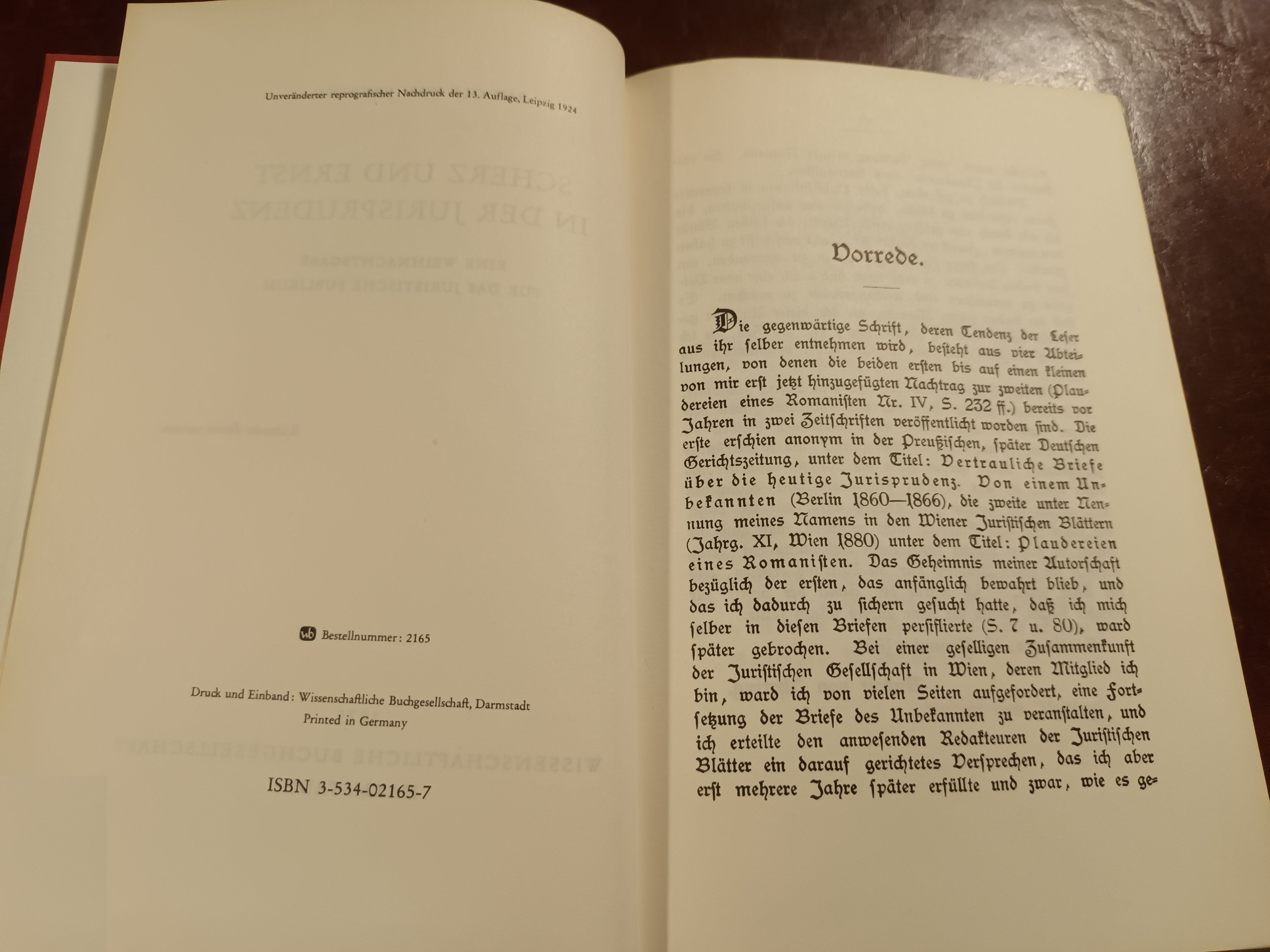
Rudolf von Jhering, Scherz und Ernst in der Jurisprudenz (1924), Unveränderter reprografischer Nachdruck, Wissenschaftliche Buchgesellschaft, 1975

Nachdrucke (auch: Neudruck oder englisch Reprint) gelten als eigene Ausgaben eines Werkes in vergleichbarer Form (etwa bei historischen Ausgaben oder vergriffenen Büchern). Zielt eine Ausgabe darauf ab, den physischen Eigenschaften eines bestimmten Exemplars möglichst nahezukommen, spricht man hingegen von einem Faksimile.
Handelt es sich um unveränderte bzw. nur unwesentlich veränderte Ausgaben, werden diese mit der Originalausgabe beschrieben. Als unveränderte Nachdrucke gelten auch Ausgaben, bei denen nur einzelne Bände bzw. Jahrgänge des Originals unverändert nachgedruckt wurden, oder Ausgaben, die nur um unwesentliche Teile (z. B. Reklameseiten) gekürzt wurden. Ebenfalls als unverändert gilt ein Nachdruck, der durch Vorwort, Widmung, Einleitung und / oder ein nachträglich zusammengestelltes Register erweitert wurde. Auch eine Ausgabe, die nur um einen zusätzlich erscheinenden Kommentarband erweitert wurde (z. B. Reprintzählung „Band 1–5“; die Bände 1–4 enthalten den unveränderten Nachdruck, Band 5 einen neu verfassten Kommentar), gilt als unveränderter Nachdruck.
Als veränderte Nachdrucke gelten dagegen Ausgaben, die Original-Texte neu zusammenstellen oder die um bisher nicht veröffentlichte Original-Texte erweitert sind.

## Nachdruck, Raubdruck, Neuauflage
Ein Nachdruck ist die im Text unveränderte Neuausgabe einer Publikation, wobei die Neuauflage, die ein Text innerhalb eines Verlags erfahren kann, von der in der Regel vertraglich fixierten Übernahme und Publikation des Textes durch ein anderes Unternehmen sowie vom Raubdruck, dem illegalen Nachdruck, zu unterscheiden ist.
Die Grenzen zwischen Nachdruck und Raubdruck lagen im frühen Druckwesen, das ohne Urheberrecht arbeitete, im Einverständnis, das zwischen den Unternehmen über die Übernahme bestand. Ganze Auflagen konnten Unternehmen wechseln, etwa wenn ein Konkurrent versprechen konnte, die Restauflage bei seinem eigenen Publikum weit besser abzusetzen. Der den Titel übernehmende Verlag setzte in solchen Fällen in der Regel neue Titelblätter auf die noch ungebundene Ware und druckte, falls der Titel bei ihm erfolgreich lief, berechtigt die weiteren Auflagen.
Der Nachdruck geschieht heute unter komplexen rechtlichen Bedingungen weit regulärer: Häufig bleiben Rechte innerhalb einer Unternehmensgruppe, die etwa den Titel, der im Hardcover unter einem Label des Hauses lief, in einem Taschenbuchverlag desselben Unternehmens nachdruckt. Man wird, um Transparenz über die Investitionen und Amortisationen zu erhalten, die Zweitvermarktung innerhalb desselben Konzerns annäherungsweise als Übernahme des Titels erfassen, wie sie ansonsten zwischen getrennten und eigenständigen Unternehmen geschähe.
Bei Nachdrucken durch fremde Unternehmen werden Lizenzvereinbarungen getroffen. Ein Titel kann etwa in Buchgemeinschaften nachgedruckt speziellen Publikumsgruppen zugänglich gemacht werden, er kann an einen fremden Taschenbuchverlag zur Zweitvermarktung gegeben werden und er kann komplett an einen anderen Verlag verkauft werden. Die Lizenzvereinbarungen notieren in der Regel eine prozentuale Beteiligung am Verkauf nachgedruckter Exemplare.
Der Nachdruck wirkt sich jeweilig auf den Nachdruckpreis aus.

## Geschichte
Nachdruck war bis ins späte 18. Jahrhundert eine Bezeichnung für einen unrechtmäßigen Neudruck eines erfolgreichen Buches. Eine andere Bezeichnung ist Raubdruck bzw. Schwarzkopie.
Nachdruck war seit der Inkunabelzeit eine Möglichkeit, bei großer Nachfrage eines Buches den Markt zu regulieren. In der zweiten Hälfte des 18. Jahrhunderts mehrten sich die Diskussionen von Befürworten und Gegnern des Nachdrucks, weil durch die Einführung des Nettohandels und die Marktdominanz der Leipziger Buchgewerbetreibenden der Nachdruck eklatante Ausmaße annahm. Die Einführung des Nettohandels durch Philipp Erasmus Reich schädigten die Wirtschaft in anderen Teilen Deutschlands, weswegen Nachdruck als Wehrmittel gegen die Nettohändler eingesetzt wurde. Dies verhinderte letztlich die Durchsetzung des Nettohandels.
Einen kurzen Aufschwung erlebte der Nachdruck während der Phase der Selbstverlage in den Jahren 1766–1767, auf den die etablierten Buchhändler mit Nachdruck der im Selbstverlag erschienenen Bücher reagierten.
Der Nachdrucker versuchte das erfolgreiche Buch bis in Details – z. B. nachgestochene Abbildungen – zu kopieren. Allerdings sind auch Fälle bekannt, in denen der Nachdrucker auf den Abdruck der teuren Abbildungen des Originals verzichtete und so sein Produkt billiger anbieten konnte. Der oft hohe Summen investierende Verleger des Originals konnte versuchen, sich durch obrigkeitliche Schutzprivilegien – z. B. Kaiserliche Druckprivilegien – gegen den Nachdruck zu schützen. Das war aufgrund der territorialen Zersplitterung Deutschlands nur bedingt erfolgreich, zumal es auch vorkommen konnte, dass Nachdrucke behördlich gefördert wurden. Das ist z. B. beim Nachdruck der Ökonomischen Enzyklopädie von Johann Georg Krünitz durch Johann Georg Trassler in Brünn am Ende des 18. Jahrhunderts geschehen.
Seit dem 20. Jahrhundert werden die Begriffe Neudruck und Nachdruck nicht mehr unterschieden, so dass der Begriff Nachdruck heute keinerlei Hinweis mehr auf die Recht- bzw. Unrechtmäßigkeit eines Drucks bietet.
vgl. z. B. die beiden parallel veröffentlichten Reihen „Neudrucke deutscher Literatur“ und „Nachdrucke deutscher Literatur“.
Einen Höhepunkt erlebte die Produktion von Nachdrucken in den 1960er bis 1990er Jahren, als einerseits die technischen Möglichkeiten zur vergleichsweise kostengünstigen Herstellung zur Verfügung standen, andererseits aber auch durch die Neugründung zahlreicher Universitätsbibliotheken großer Bedarf an Nachdrucken älterer Literatur vorhanden war. Heute haben Nachdrucke durch die geringer gewordenen Anschaffungsetats der Bibliotheken, vor allem aber durch die zunehmende Digitalisierung älterer Bücher erheblich an Bedeutung verloren. Eine Ausnahme sind dabei jedoch aufwendig hergestellte Faksimiles mittelalterlicher Handschriften und wertvoller Druckwerke, die vor allem von Sammlern oder Spezialbibliotheken erworben werden.
Mittlerweile werden Nachdrucke auch im Book-on-Demand-Verfahren angeboten, wodurch auch Titel nachgedruckt werden können, für die nur eine sehr begrenzte Nachfrage besteht (z. B. regionalgeschichtliche Darstellungen); am generellen Bedeutungsverlust des Nachdruckwesens ändert dies allerdings nichts.

## Hinweis
Offenbar bezeichnete Konrad Duden seine im Text unveränderten Nachdrucke selbst als Abdrucke. Beispiel: Konrad Duden: Vollständiges Orthographisches Wörterbuch der deutschen Sprache mit etymologischen Angaben, kurzen Sacherklärungen und Verdeutschungen der Fremdwörter von Konrad Duden. Vierte, umgearbeitete und vermehrte Auflage. Dritter Abdruck. Bibliographisches Institut, Leipzig / Wien 1895, 346 Seiten. Siehe dazu jedoch Abdruck (Drucktechnik). Im Wörterbuch erklärte Duden das Stichwort „Abdruck, der, –[e]s, ..drücke u. (Buchdruckerei) ..drucke“ ohne weitere Sacherklärungen. In späteren Auflagen des Duden bezeichnete der Verlag die Nachdrucke als Neudrucke (Beispiel: „Neunte, neubearbeitete Auflage. Neunter Neudruck. Bibliographisches Institut, Leipzig 1926.“). Außerdem fallen verschiedenfarbige Einbände zum Beispiel bei den Auflagen 9 und 15 („Jubiläumsausgabe“) auf. Ebenso ohne Erklärung gibt es die 18. Auflage (ebenfalls eine „Jubiläumsausgabe“) mit unterschiedlichen Versionen zum Beispiel der vierten Seite.